# Elettrotreno FS ETR.401
L'Elettrotreno FS ETR.401 è un elettrotreno ad assetto variabile delle Ferrovie dello Stato.
Il progetto ebbe il suo prologo nel 1967 con una relazione presentata a Genova a un convegno internazionale di tecnici dei trasporti, in cui l'ingegner Paolino Camposano, vicedirettore del Servizio Materiale e Trazione delle Ferrovie dello Stato, proponeva la realizzazione di un treno ad assetto variabile. Stimolato dall'approvazione e dalla curiosità suscitata, l'ingegner Camposano convocò il direttore della FIAT Divisione Materiale Ferroviario, professor Franco Di Majo, che già alla fine dello stesso anno pubblicò un progetto di massima.
Valutata la piena fattibilità dell'idea di Di Majo e constatata la disponibilità della FIAT a sostenerne la realizzazione, nel maggio del 1970 le FS stanziarono i fondi per lo sviluppo e la costruzione dell'ETR.401, che sarebbe dovuto diventare il primo esemplare di un nuovo gruppo di elettrotreni ad assetto variabile.
La crisi economica dei primi anni settanta, unita a incertezze a livello politico, causò un pesante ridimensionamento del programma, facendo sì che l'ETR.401, completato nel 1976, rimanesse un esemplare unico.

## Premessa
L'elettrotreno FS ETR.401 (ETR = ElettroTreno Rapido) è stato il primo treno rapido al mondo ad assetto variabile – cioè con cassa pendolante attiva – ad entrare in servizio commerciale nel 1976.
L'ETR.401, precursore della numerosa famiglia dei Pendolini, avrebbe dovuto essere il primo esemplare del gruppo di elettrotreni FS ETR.400, ma, nonostante le sue caratteristiche innovative e l'esito positivo della sperimentazione, non ebbe al tempo il successo che ci si attendeva. Infatti, già all'inizio del 1976, durante le corse di messa a punto della prima unità di trazione, si diffusero voci di un ridimensionamento del progetto dell'assetto variabile a non più di due o tre elettrotreni e, con la consegna del treno completo, si seppe che non ci sarebbero state ulteriori ordinazioni e che l'ETR.401 sarebbe rimasto un esemplare unico.
Le Ferrovie dello Stato non procedettero ad alcun ordinativo per la costruzione di ulteriori unità in seguito al mutato orientamento della politica dei trasporti in Italia che, contraria a progetti per l'alta velocità, preferì destinare gli investimenti occorrenti ad altri settori. Con una certa miopia non venne intravista la grande potenzialità di sviluppo offerta dal convoglio, nato non tanto per essere veloce quanto come rotabile capace di innalzare la velocità media su linee tortuose ma commercialmente interessanti per riammodernare le quali, altrimenti, sarebbero stati necessari onerosi investimenti per rettifiche ed aggiornamenti tecnologici.
Rimasto esemplare unico venne sottoutilizzato e fatto circolare su linee secondarie. Uguale sorte toccò al gemello UT-443 realizzato per le ferrovie spagnole. Le varie evoluzioni, dopo la "rinascita" avvenuta a metà degli anni ottanta con la serie ETR.450, dimostrarono la validità del progetto portando i Pendolini a diffondersi in tutto il mondo, sia nelle versioni "limitate" attorno ai 200 km/h, che in quelle potenziate come il recente ETR.600.

## Storia

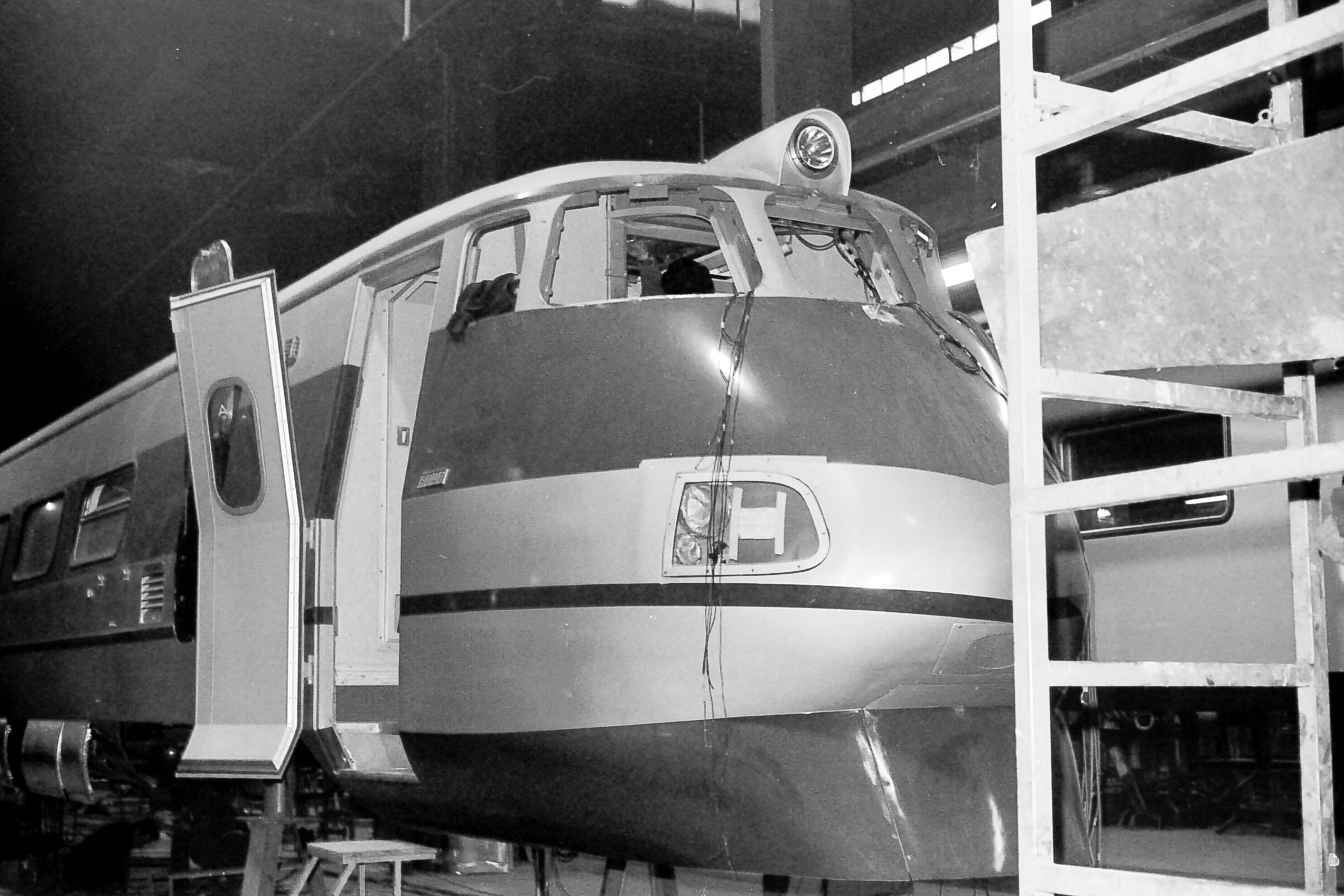
L'elemento di testa della prima unità di trazione dell'ETR.401, denominata provvisoriamente ETR Y 0160-000, in costruzione nello stabilimento di Savigliano della FIAT Ferroviaria il 12 dicembre 1974.

L'ETR.401 è il risultato di un avanzato progetto di ingegneria, condotto congiuntamente da FIAT Divisione Materiale Ferroviario ed FS, sviluppato per consentire l'innalzamento della velocità massima di esercizio su linee ferroviarie preesistenti ad andamento tortuoso senza esorbitanti investimenti per modificarne il tracciato. La soluzione della "cassa pendolante" era vista come una possibilità interessante perché permetteva di percorrere le tratte tortuose a velocità più sostenute di quelle consentite ai rotabili tradizionali ma in tutta sicurezza.
Tra gli anni cinquanta e sessanta diverse amministrazioni ferroviarie erano alla ricerca di metodi per migliorare le prestazioni dei propri veicoli: in Francia le sperimentazioni sull'alta velocità del progetto TGV si affiancavano a più ardimentosi progetti sui treni a turbina. Solo pochi anni dopo l'Inghilterra avrebbe dato il via all'avventuroso quanto fallimentare progetto Advanced Passenger Train.

### La fase sperimentale
In questo panorama di fermento tecnologico l'Italia poteva vantare studi avanzati sulla tecnologia del pendolamento, sperimentati su una automotrice ALn 668 dotata di un sistema per inclinare una poltrona in modo da compensare le forze centrifughe. Sulla base dei risultati ottenuti, l'elettrotreno ad assetto variabile fu ordinato dal Consiglio di Amministrazione FS con una delibera dell'11 maggio 1970, la stessa che comprendeva le carrozze TEE.
Come primo passo dello sviluppo del nuovo elettrotreno i tecnici della FIAT Divisione Materiale Ferroviario progettarono e realizzarono in poco più di un anno l'automotrice sperimentale Y 0160, prototipo che concentrava in sé tutte le caratteristiche peculiari del futuro elettrotreno ad assetto variabile, che fu impiegata in un programma di messa a punto del sistema di pendolamento che durò fino al 1975, contemporaneamente alla costruzione dell'ETR.401.

### La realizzazione
La prima unità di trazione del nuovo elettrotreno, composta dalla vettura di testa e da una intermedia col pantografo (entrambe motorizzate), uscì per la prima corsa di prova dallo stabilimento di Savigliano, dove la FIAT Ferroviaria aveva spostato la propria sede, il 26 giugno 1975.
Il semi-convoglio, denominato provvisoriamente ETR Y 0160-000, svolse durante l'estate un vasto programma di corse sperimentali e il 2 ottobre, tra Bologna e Chiusi, fu presentato ai tecnici di 24 paesi giunti in Italia per il "21º Congresso Internazionale delle Ferrovie".
Il 26 marzo 1976 uscì la seconda unità di trazione, simmetrica alla precedente, che svolse inizialmente un programma di corse per conto proprio con la denominazione ETR.401-B per distinguerla dalla precedente, rinominata nel frattempo ETR.401-A.
L'8 aprile 1976 le due unità di trazione furono riunite per formare l'ETR.401, che venne assegnato al deposito locomotive di Roma San Lorenzo il 10 maggio 1976.

### L'esercizio commerciale
Il treno prese servizio il 2 luglio 1976, destinato a collegare Roma con Ancona, tre giorni la settimana, permettendo di ridurre di mezz'ora la percorrenza rispetto ai treni rapidi di materiale ordinario. In seguito venne aggiunta una quarta corsa. Svolse questo servizio per tre anni, fino a quando nel 1979 il servizio venne prolungato fino a Rimini. Durante queste corse era sempre pronto in deposito un veicolo sostitutivo: un ETR 220 Polifemo o una ALe 601, pronti a subentrare in caso di avaria per mantenere per quanto possibile gli orari impostati. Il bilancio di tre anni di servizio risultò ampiamente positivo, con grande quantità di esperienze accumulate e con inconvenienti tecnici di limitata importanza. L'essere rimasto esemplare unico tuttavia non ne permise l'utilizzo in servizio regolare, dovendosi alternare per i necessari intervalli di manutenzione ad altri rotabili ordinari per cui, anche a causa di crescenti problemi di affidabilità, le FS lo impiegarono con una traccia oraria molto ampia che di fatto gli faceva perdere il proprio punto di forza: la maggiore velocità.
L'ETR.401 continuò comunque a correre fra Roma e Rimini fino al 1983 quando, in occasione della seconda revisione ciclica, la dirigenza prese la decisione di rimuoverlo dal servizio attivo non giudicando economicamente sostenibile il mantenimento in servizio di un treno così particolare, rimasto unico, e che impegnava pesantemente le strutture manutentive.

### Il treno laboratorio
Già negli anni di esercizio, ma assai più frequentemente in quelli successivi al ritiro dal servizio commerciale, il "Pendolino" ETR.401 svolse vari viaggi all'estero per prove e dimostrazioni su richiesta di molte amministrazioni ferroviarie europee.
Nei primi mesi del 1985 l'ETR.401 fu sottoposto a un intervento di rinnovamento della parte elettrica riguardante in particolare i dispositivi elettronici di controllo automatico della velocità, dopodiché fu messo a disposizione del Servizio Materiale e Trazione FS
in vista della realizzazione del futuro elettrotreno ad alta velocità.
Il 23 maggio 1985, in occasione della presentazione del progetto degli elettrotreni a cassa oscillante ETR.450, l'ETR.401 fu utilizzato per una corsa dimostrativa tra Roma Termini e Chiusi alla presenza del Direttore Generale delle FS e della stampa nazionale ed estera, percorrendo all'andata la "linea lenta" a una velocità superiore del 30% rispetto alla massima ammessa per i treni normali e al ritorno la "direttissima", portandosi rapidamente su quest'ultima alla velocità di 250 km/h, superandola con una punta a 255 km/h per poi stabilizzarsi sui 230–240 km/h.
L'ETR.401 fu poi usato come "convoglio laboratorio" in vista della realizzazione dell'ETR.450
Curiosità di quel periodo: il 401 girò con una sorta di "portabagagli" sul tetto – con tanto di cinghie di fissaggio fino ai finestrini – per provare i reostati di frenatura elettrica per i futuri ETR.450.
Alla conclusione delle prove propedeutiche alla realizzazione dell'ETR.450, l'ETR.401 assunse la funzione di treno laboratorio per lo sviluppo delle versioni destinate alle reti europee che avevano mostrato interesse per il sistema a cassa oscillante realizzato dalla FIAT Ferroviaria, che comportarono missioni all'estero in Germania, Austria, Iugoslavia e Svizzera.
In questa veste l'ETR.401 svolse nel maggio 1989 una serie di corse di prova dimostrative sulla linea Lubiana-Maribor delle ferrovie iugoslave, elettrificata, come quella italiana, in corrente continua a 3 kV.
Il rafforzamento dell'interesse già mostrato dalle Ferrovie Federali Svizzere (FFS) e dalla Bern-Lötschberg-Simplon (BLS), dove da anni si parlava di elevare la velocità commerciale dei treni InterCity ed EuroCity senza eccessivi interventi alle infrastrutture, portò l'ETR.401 in Svizzera per compiere una serie di prove tra il 2 e il 15 febbraio 1991.
Dopo la verifica dei dispositivi di pendolamento effettuata sulla Fortezza-San Candido, l'ETR.401 raggiunse Domodossola il 2 febbraio per iniziare le prove sulla rete ferroviaria elvetica che, essendo elettrificata in corrente alternata monofase a 15 kV, 16⅔ Hz, richiesero l'ausilio di un mezzo di trazione svizzero.
Fu dunque approntato un convoglio spinto dalla locomotiva elettrica FFS Re 4/4 IV 10102 "Ostermundigen", uno dei quattro prototipi della serie Ferrovia 2000, composto tra questa e l'ETR.401 da un furgone motogeneratore FS per l'alimentazione dei servizi di bordo dell'elettrotreno, tra cui il dispositivo di assetto variabile, e dalla carrozza per prove DB Messwagen.
Le prove si svolsero tra Berna e Lucerna e sulla tratta BLS Berna-Thun-Briga, con velocità superiori a quelle ammesse per i treni ordinari.
Il rinnovato interesse da parte delle FS ridonò attrattiva all'assetto variabile, tanto che in seguito iniziarono le ordinazioni di Pendolini da parte di amministrazioni ferroviarie di paesi diversi, fra cui la Slovenia e la Finlandia e perfino il Regno Unito, dove le Ferrovie Britanniche (BR) avevano dato avvio in proprio al già citato progetto omologo Advanced Passenger Train. Inoltre la tecnologia dell'assetto variabile brevettata dalla FIAT fu acquisita per la realizzazione delle automotrici doppie a trazione Diesel-elettrica del gruppo 610 delle Ferrovia Federale Tedesca (DB).

### Il treno d'agenzia
Concluse le missioni dimostrative all'estero, l'ETR.401 fu inviato in riparazione nello stabilimento Metalmeccanica Milanesio di Moretta, dal quale uscì il 7 luglio 1995 con lo schema di coloritura XMPR; dopo la corsa di prova, effettuata raggiungendo Limone Piemonte nella seconda metà di luglio, fu assegnato al deposito locomotive di Ancona e destinato alla "flotta charter FS" per l'effettuazione di treni speciali e a richiesta.
L'8 dicembre del 1995 varcò lo Stretto di Messina (la prima volta per un pendolino) per raggiungere la Stazione di Villarosa in occasione dell'inaugurazione del Treno Museo ivi presente. In quel giorno l'ETR.401 fece più volte la spola tra Enna e Villarosa per trasportare turisti e visitatori. Nel 1997 ha servito come Treno del Sole, facendo la spola in giornata tra Milano e la Calabria, come charter pagato dalla regione stessa e messo al servizio dei turisti del nord che passavano le vacanze in sud Italia. Nel febbraio 2000 ha effettuato un servizio per il carnevale marchigiano, con i macchinisti in maschera.

### L'accantonamento
Dopo aver svolto gli ultimi servizi nella flotta "Charter" venne accantonato ad Ancona.
(Mario Meirana e Alberto Furregoni, Il "Pendolino", dicembre 2005)

### Il ritorno per i 25 anni
Due casse del treno sono state restaurate (solo esternamente) in occasione del compimento dei 25 anni del Pendolino. Il tutto si è celebrato con una festa, tenutasi il 3 ottobre 2013 a Milano Centrale alla presenza del presidente delle FS e della neonata Fondazione Ing. Mauro Moretti, e dell'Ing. Luigi Cantamessa, direttore della Fondazione FS.
Le altre due casse saranno restaurate esternamente come le prime. Vi sono però problemi di tempo dovuti alla cannibalizzazione di alcuni pezzi dell'ETR durante il suo lungo accantonamento ad Ancona, oltre a un danno importante al frontale dell'elemento di testa.
A febbraio 2019 le due casse non restaurate risultavano ancora accantonate presso la stazione di Ancona.

### La fase finale del recupero
Il 28 dicembre 2021, vengono recuperate anche le ultime due casse del convoglio e trasferite nelle ex OGR di Bologna in attesa di un restauro estetico e funzionale. In tal modo i tronconi del treno saranno ricongiunti e l'unico ETR 401 verrà rimesso in piena efficienza estetica e funzionale per l'impiego come rotabile storico.

## Il gemello spagnolo
Già nel 1975 la RENFE spagnola si era interessata alla tecnologia del pendolamento e aveva ordinato un esemplare a scartamento largo (iberico).
Il prototipo, chiamato Pendular UT-443 e soprannominato Platanito (banana), venne costruito nel 1976, in livrea giallo-marrone, con solo 1.220 kW di potenza installata e limitato a 180 km/h, anche a causa del cattivo stato in cui versavano le linee della rete spagnola del tempo. Venne però presto ritirato quando emersero una serie di problemi tecnici legati al comportamento dinamico dei carrelli e alla loro iscrizione in curva su linee in stato di manutenzione non ottimale.

## Tecnica
L'ETR.401 è stato, al suo tempo, un mezzo decisamente innovativo e non solo per il brevetto del suo sistema di pendolamento attivo, per anni il punto di forza della divisione ferroviaria di Fiat, e ancora oggi parte fondamentale del patrimonio tecnologico di Alstom (che ha acquisito la struttura italiana).
Caratteristica peculiare è dunque la possibilità di inclinare la cassa verso l'interno delle curve. Il meccanismo si basa su una coppia di giroscopi installati su ogni carrozza che permette di rilevare prontamente la variazione di orizzonte causata dall'inizio del raccordo parabolico che precede l'ingresso nelle curve. Stabilito questo e solo questo momento – escludendo quindi irregolarità quali ad esempio il passaggio sugli scambi – il sistema di azionamento misura, mediante altrettanti accelerometri, il valore di accelerazione laterale, regolando prontamente l'inclinazione delle singole casse. A differenza della tecnologia solo accelerometrica dell'Advanced Passenger Train inglese – che reagiva a curva già imboccata e ad accelerazione trasversale già avvertita dai passeggeri – il sistema a giroscopi entra in funzione con un prezioso anticipo onde permettere una risposta pronta e puntuale alle sollecitazioni delle curve, eliminando l'"effetto nausea" che affliggeva i convogli britannici.
Inoltre, il sistema giroscopico è notevolmente più semplice sia dal punto di vista meccanico che da quello elettronico, e questo contribuisce a migliorare l'affidabilità globale del treno.
Il pendolamento è gestito da un quartetto di pistoni oleodinamici operanti ad una pressione di 150 bar disposti verticalmente – ancorati in basso al carrello ed in alto alla cassa – dotati di un sistema ausiliario ad azoto per il richiamo dell'inclinazione. Le casse inizialmente potevano essere inclinate fino a 10°, un valore molto elevato che nelle successive generazioni è stato ridotto a 8º. Un'inclinazione così pronunciata permette di passare da una accelerazione trasversale ammissibile di 0,8 m/s² a 2,5 m/s², consentendo un 35% netto di incremento della velocità. Il pantografo è stato fissato su una apposita incastellatura solidale con il rispettivo carrello – quindi svincolato dalla posizione relativa della cassa – allo scopo di rimanere stabile sul piano del binario e quindi della linea aerea.
L'ETR.401 è stato poi uno dei primi treni italiani con cassa in lega di alluminio, che garantisce un peso complessivo ridotto, minori consumi e una buona finitura estetica, oltre a prestazioni assolutamente di primo piano quanto a resistenza. Questa tecnologia è oggi utilizzata su tutti i treni ad alta velocità.
Il pendolamento costrinse i progettisti a ridurre la sezione superiore del veicolo, per evitare di uscire dalla sagoma limite consentita nelle curve. Questa condizione tecnica ha portato alla peculiare forma di questo veicolo, ripresa in egual maniera sull'ETR.450 e caratterizzante l'intera famiglia dei Pendolini.
Per la prima volta al mondo sono state usate sospensioni laterali attive – comandate dal sistema di pendolamento – che contrastano gli sforzi laterali del carrello sul binario, rendendo il convoglio meno aggressivo verso quest'ultimo. La sospensione primaria è invece realizzata con molle, un sistema per allora molto avanzato. L'eliminazione di un contatto fisico rigido tra carrelli e cassa ha migliorato sensibilmente il comfort di marcia, eliminando gran parte delle vibrazioni trasmesse in cabina. Ulteriori sistemi di smorzatura delle vibrazioni con elementi in gomma e ammortizzatori hanno reso il viaggio notevolmente più confortevole rispetto agli standard degli anni settanta.
Le sollecitazioni sulla parte abitabile della cassa sono state ulteriormente ridotte dall'abbassamento del centro di gravità.
Ulteriore caratteristica innovativa è la riduzione delle masse non sospese, ottenuta con lo spostamento dei motori, elementi molto pesanti, dai carrelli al sottocassa.
La trasmissione ad albero e giunti cardanici consente inoltre di gestire meglio le coppie del motore, riducendo gli sforzi su trasmissione e struttura dei carrelli. Va detto che sulla successiva serie ETR.450 questa configurazione è stata causa di numerosi guasti, poi eliminati con l'irrobustimento e la migliore messa a punto.
Ogni cassa è dunque dotata di due motori, ottenendo così una ripartizione omogenea della potenza motrice sull'intero treno e rendendo quindi possibile realizzare convogli di composizione diversa senza dover variare le prestazioni delle unità motrici.
I motori sono del tipo tradizionale a corrente continua e l'avviamento è reostatico con combinazioni di marcia (serie e parallelo) e con indebolimento di campo automatico.
Altra novità introdotta sull'ETR.401 è stato l'impianto di frenatura elettropneumatica che può controllare contemporaneamente tutti i cilindri frenanti del treno per avere una risposta più pronta ed omogenea, oltre ad un comportamento più stabile in decelerazione, coadiuvato anche dall'efficiente sistema antislittante. Questo sistema ha suscitato qualche dubbio presso i tecnici delle FS, per il fatto che si tratta di un'innovazione radicale e senza precedenti su un componente di primaria importanza: è stato quindi installato anche un sistema classico, per le frenate rapide e di emergenza manuali.
Un terzo sistema di frenatura affianca questi prodigi tecnologici: per la prima (ed unica) volta in Italia, sono stati inseriti su ogni carrello una coppia di pattini elettromagnetici di grande potenza, in grado di agire sul ferro dei binari per aumentare il peso effettivo del convoglio di oltre 16 tonnellate e ridurre di conseguenza la distanza di frenata. Il meccanismo non è stato però mai utilizzato né in seguito installato sui successivi Pendolini italiani per il fondato timore di "attirare" parti metalliche su binari in cattivo stato di manutenzione con conseguenze facilmente immaginabili.
Le due testate – dotate di cabina di guida e dei sistemi di controllo della trazione – sono state attrezzate con una toilette e poltrone disposte secondo la configurazione tipica delle prime classi: due su un lato e uno sull'altro. Analogamente nelle due casse intermedie, in una delle quali è stata ricavata anche una zona bar e ristorante.
I posti totali a disposizione sono 175.
Vanno infine citati i sedili, dotati di un complicato meccanismo che permette di ruotare gli stessi a seconda del senso di marcia del treno. La soluzione è stata pensata per ridurre eventuali fastidi ai viaggiatori alle velocità elevate e in funzione di relazioni veloci senza fermate in stazioni di testa, con necessità di inversione del banco di guida, causa di perdite di tempo (ad esempio Milano-Roma con sosta a Firenze Rifredi o Campo di Marte). Il sistema è stato ripreso negli ETR.450 ma dopo un breve periodo eliminato e abbandonato sulle serie successive.
Il convoglio è costituito da due unità di trazione permanentemente connesse tra loro in composizione bloccata ed operanti in comando multiplo. Ciascuna unità di trazione, composta da un elemento di testa (BA) con cabina di guida e un elemento intermedio (BB o BC) con pantografo, è in grado di muoversi autonomamente in caso di necessità.
Per la configurazione aerodinamica delle testate l'ETR.400 non è dotato di respingenti; in caso di necessità il traino può avvenire mediante una barra rigida collegabile rimuovendo lo sportello frontale dello spoiler.
Le casse di ciascuna unità di trazione, o semi-treno, sono collegate con un'asta rigida posta tra l'elemento di testa e quello intermedio; i due semitreni sono collegati fra loro con un gancio semiautomatico.